# Flughafen Pohnpei

i7
i11
i13
Der Flughafen Pohnpei (englisch Pohnpei International Airport, IATA-Code: PNI, ICAO-Code: PTPN, FAA-LID: PNI) ist ein Flughafen auf Pohnpei, einer zu den Föderierten Staaten von Mikronesien gehörenden Insel. Er liegt etwas mehr als einen Kilometer nördlich der Stadt Kolonia auf der kleinen, Pohnpei vorgelagerten Insel Dekehtik. Als einziger Flughafen auf Pohnpei versorgt er auch die mikronesische Hauptstadt Palikir.

## Flughafenanlagen
Die einzige Start- und Landebahn des im Januar 1970 eröffneten Flughafens verläuft in Ost-West-Richtung und hat eine Länge von 2012 Metern. Sie ist für beide Richtungen mit Endbefeuerung (REIL), Pistenrandbefeuerung mittlerer Intensität (MIRL) und Präzisions-Anflug-Gleitwinkelbefeuerung (PAPI) ausgerüstet.

## Flugziele und Fluggesellschaften
United Airlines führte bis Anfang Januar 2018 die einzigen internationalen Flüge durch. Ehemals bedienten auch Air Nauru und Aloha Airlines den Flughafen. Die mikronesische Caroline Islands Air bedient den Flughafen im Charterverkehr und plant (Stand Januar 2018) eine internationale Verbindung nach Palau.

## Zwischenfälle
Am 11. März 2001 flog eine Boeing 727 der Frachtfluggesellschaft Express One International vom Amata Kabua International Airport auf den Marshallinseln kommend den Flughafen an, hatte aber bereits vor der Landebahnschwelle Bodenberührung und wurde an den Fahrwerken schwer beschädigt. Bei den Reparaturarbeiten kam es zu weiteren Beschädigungen, sodass das Flugzeug verschrottet werden musste.